# Gradiente

Die Gradiente ist Teil des Höhenplans

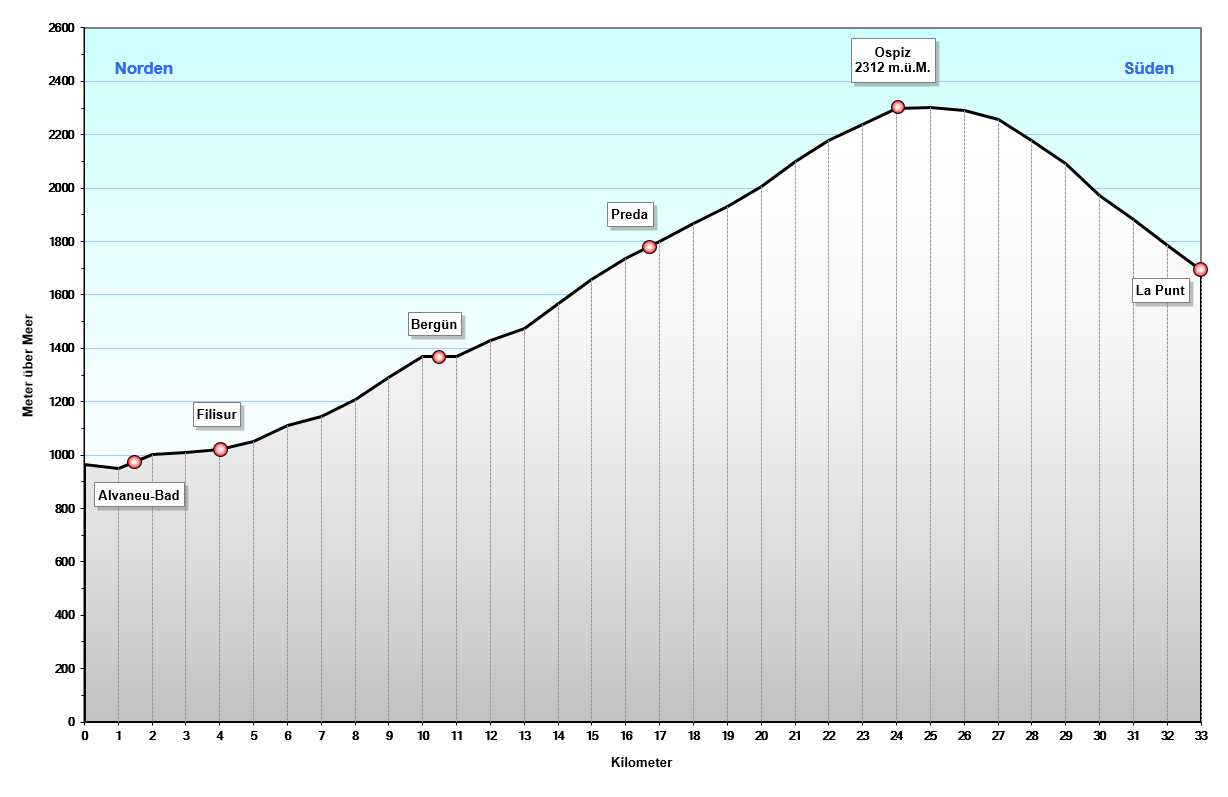
Das Höhenprofil einer Route zeigt die Gradiente.

Die Gradiente (abgeleitet von Gradient ‚Steigung‘ respektive ‚Gefälle‘), in Österreich auch Nivellette, beschreibt im Straßen- und Eisenbahnbau den Höhenverlauf einer projektierten oder bestehenden Trasse im Bezug zum Streckenverlauf (Achse). Sie setzt sich aus geneigten Geraden (Längsneigung) sowie Kuppen- und Wannenausrundungen zusammen und wird im Höhenplan dargestellt.

## Maßeinheit und Berechnung

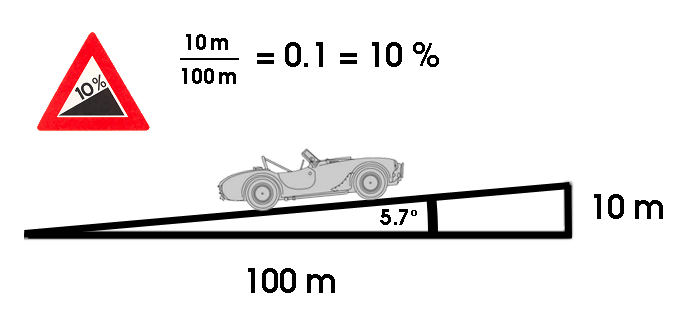
Verdeutlichung einer Steigung in Prozent

Gradienten werden in der Straßenplanung heute in Prozent, in der Gleisplanung in Promille angegeben. Weitere, früher gebräuchliche Angaben sind als mathematischer Bruch und als Winkel in Grad.
Bei der Bruchbezeichnung steht im Zähler eine Höhendifferenz {\displaystyle H}, im Nenner die zugehörige horizontale Distanz {\displaystyle D}. Nimmt beispielsweise pro 100 m in horizontaler Richtung die Höhe um 10 m zu, so beträgt die Steigung 10:100 = 1:10 = 0,1 = 10% = 100‰.
Um aus {\displaystyle H} und {\displaystyle D} die Steigung als Winkel {\displaystyle \alpha } zu erhalten, nutzt man die Arkustangensfunktion:
{\displaystyle \alpha =\arctan(H/D)},
was im Beispiel rund 5,7° ergibt.

Die auf der schiefen Ebene zurückzulegende Strecke {\displaystyle E} beträgt nach dem Satz des Pythagoras
{\displaystyle E={\sqrt {H^{2}+D^{2}}}},
im Beispiel also ungefähr 100,5 m.
In der Praxis ist der Unterschied zwischen der zum Beispiel von einer Landkarte abgelesenen horizontalen Distanz und der zurückzulegenden Wegstrecke meist vernachlässigbar. Dagegen ist etwa die im Beispiel auftretende Fahrzeugneigung von rund 5,7° durchaus spürbar und kann aus fahrdynamischen Gründen auch nicht vernachlässigt werden.

## Straßentrassierung

Verkehrszeichen „Steigung“: Steigungsangabe in Prozent

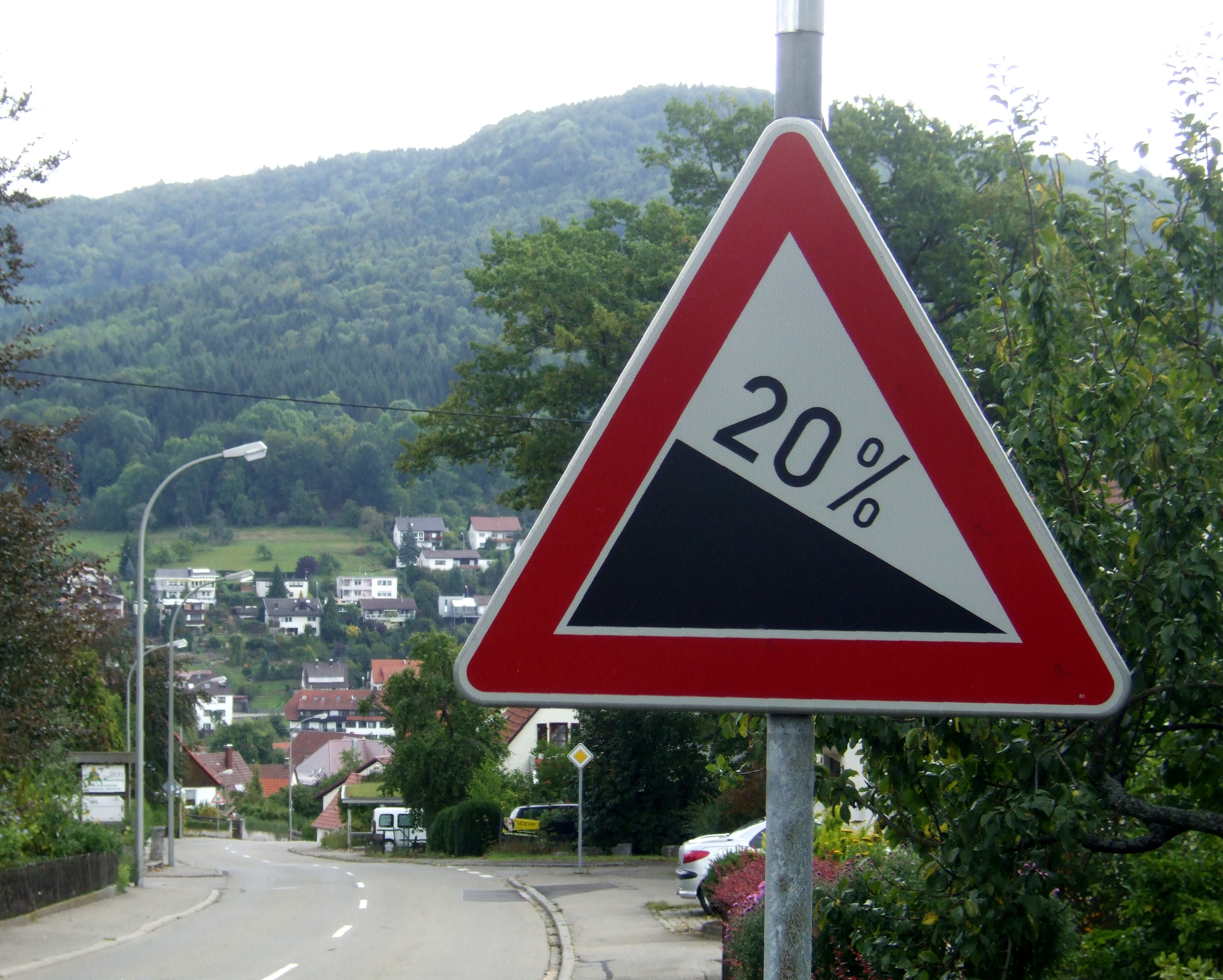
Verkehrszeichen „Gefälle“: Gefälleangabe in Prozent

Die Straße muss zur Einhaltung der fahrdynamischen Parameter und der Sichtverhältnisse gewisse Parameter einhalten. Dabei müssen die durch das Gelände vorgegebenen Höhen durch ausreichend flache Rampen überwunden werden. Zudem muss zum Sicherstellen der Entwässerung das Verhältnis zwischen Höhen- und der Krümmungsentwicklung bzw. Querneigungsentwicklung im Lageplan beachtet werden. Dadurch ergibt sich eine räumliche Trassierung.
Bogenwechsel (S-Kurven) sollten z. B. nicht in der Wanne zu liegen kommen, da dann die Entwässerung der Verwindungsstrecke über Querneigung schwierig wird. Die erforderliche Ausrundung der Kuppen oder Wannen sowie die zulässigen Steigungen ergeben sich aus der Straßenkategorie gemäß RAL (Richtlinien für die Anlage von Landstraßen).

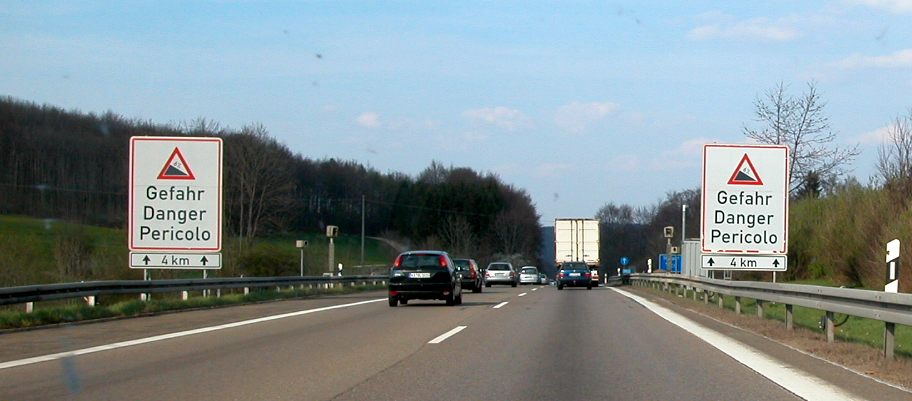
Gefällewarnschilder an einer Autobahn

Das Verkehrszeichen für den Anstieg bzw. das Gefälle einer Straße verwendet die Prozent-Schreibweise. Es wird der (auf)gerundete ganze Prozentbetrag der maximalen Steigung der Strecke angegeben. Häufig wird dieser Wert entlang einer längeren Strecke eingehalten, da Straßenerrichter versuchen, durch gleichmäßiges Ansteigen die Maximalsteigung gering zu halten.
Schräg zur Straßenachse können in überhöhten Kurven lokal höhere Steigungen auftreten. Um diesen Nachteil zu reduzieren, wird in stärkeren Kurven und besonders in Kehren die Steigung längs der Straßenachse deutlich reduziert (und zusätzlich die Fahrbahn verbreitert.)
Durch die Höhenlage des Schwerpunkts eines mehrachsigen Fahrzeugs und die lotrechte Wirkung der Schwerkraft wird in bergauforientierter Lage des Fahrzeugs die Hinterachse(n) stärker belastet als bei horizontaler Lage. Bei Hinterradantrieb steigt mit der höheren Anpresskraft der hinteren Räder am Boden die übertragbare Vortriebskraft. Bei Vorderradantrieb sinken diese beiden Werte entsprechend. Vorderradantrieb wird daher von Konstrukteuren fast nur bei Motorlage vorne realisiert. Bei Kombination von Frontmotor mit Hinterradantrieb werden die Achsen möglichst weit nach vorne gelegt, um eine stärkere Belastung der Antriebsachse hinten zu erhalten (Siehe auch Nachlaufachse). Kfz-Lenker haben nur einen gewissen Einfluss auf die Belastung der Antriebsachse, indem Ladegut oder auch Frontsitze nach vorne oder hinten verschoben werden.
Radfahrer auf Rädern mit geringem Radstand können durch sich am Rad „Nach-hinten-“ oder „Nach-vorne-lassen“ den Hauptteil des Gesamtgewichts ganz wesentlich verschieben. Durch solches Schieben, im Wechselrhythmus mit doppelter Trittfrequenz kann die Vortriebskraft bergauf vergleichmäßigt werden. Bergauf fährt man an haftungskritischen Stellen mit einer Sitzposition, die eher höher und weiter vorne liegt. Dieses Verschieben wird limitiert durch die Gefahr, dass das Vorderrad „aufsteigt“, also das Rad nach hinten kippt. Umgekehrt müssen Radfahrer bei steiler Bergabfahrt oder bei scharfem Bremsen sich niedrig machen und nach hinten rutschen, um der Gefahr des Kippens nach vorne zu begegnen. Straßenrennräder werden eher kurz gebaut, um Masse zu reduzieren und die Steifheit zu erhöhen. Bergräder für unebenes Gelände werden eher etwas länger gebaut.

## Eisenbahntrassierung
Gradienten wurden im Eisenbahnbau bis zum Anfang des 20. Jahrhunderts als Verhältniszahl (Bruch) angegeben, z. B. 1:80. Für ebene Strecken wurde 1:∞ angegeben. Heute ist in den meisten Ländern die Angabe in Promille üblich, z. B. 12,5 ‰ (= 0,0125 = 1⁄80). Verhältniszahlen werden noch in Ländern mit (historischem) Bezug zum imperialen Maßsystem verwendet (z. B. Großbritannien, USA und Indien).
Die Neigungen im Eisenbahnbau sind, verglichen mit dem Straßenbau, eher klein, da wegen der kleineren Haftreibung und den hohen Anhängelasten, sonst kein wirtschaftlicher Betrieb möglich wäre. Im Allgemeinen wird zwischen Flachbahnen (0–12 ‰) und Gebirgsbahnen (bis über 50 ‰ Anm 1) unterschieden.

### Deutschland
Nach Erfahrungswerten der Deutschen Bahn (Stand: 1994) könnten bei Neubaustrecken des Hochgeschwindigkeitsverkehrs mit 40 ‰ statt 12,5 ‰ maximaler Neigung etwa 15 % bis 20 % der Kosten eingespart werden. Dafür ist entsprechend motorisiertes und mit leistungsfähigen Bremssystemen ausgerüstetes Rollmaterial nötig (Z.B. ICE 3; speziell entwickelt für 40 ‰ Neigung der Schnellfahrstrecke Köln – Rhein/Main).

### Schweiz
Die Schweiz weist einen hohen Teil an Gebirgsbahnen auf. Lediglich die Transitachsen im Nord-Süd Verkehr konnten ab 2007 (Lötschberg-Basistunnel), 2016 (Gotthard-Basistunnel) und 2020 (Ceneri-Basistunnel) als Flachbahnen (12 ‰ Neigung) ausgestaltet werden. So müssen keine zusätzlichen Lokomotiven mehr für die Steilstrecken eingesetzt werden. Der europäische Schienengüterverkehr wird somit einfacher und seine Wettbewerbsfähigkeit erhöht.
| Bahn | Streckenname                        | Strecken-Nr. | Streckenabschnitt(e)                     | Neigung (⌀) |
| ---- | ----------------------------------- | ------------ | ---------------------------------------- | ----------- |
| SBB  | Simplonstrecke (Ital. Staatsgebiet) | 222          | Iselle – Domodossola                     | 25 ‰        |
| SBB  | Gotthard Nordrampe                  | 531          | Göschenen – Erstfeld                     | 26 ‰        |
| SBB  | Gotthard Südrampe                   | 541          | Airolo – Bodio                           | 26 ‰        |
| BLS  | Lötschberg-Bergstrecke              | 351          | Kandersteg – Frutigen Goppenstein – Brig | 27 ‰        |
| SBB  | La Chaux-de-Fonds – Neuchâtel       | 272          | km 25.8 – Vauseyon                       | 27 ‰        |
| SOB  | Bahnstrecke Wädenswil – Einsiedeln  | 782          | Biberbrugg – Wädenswil                   | 50 ‰        |

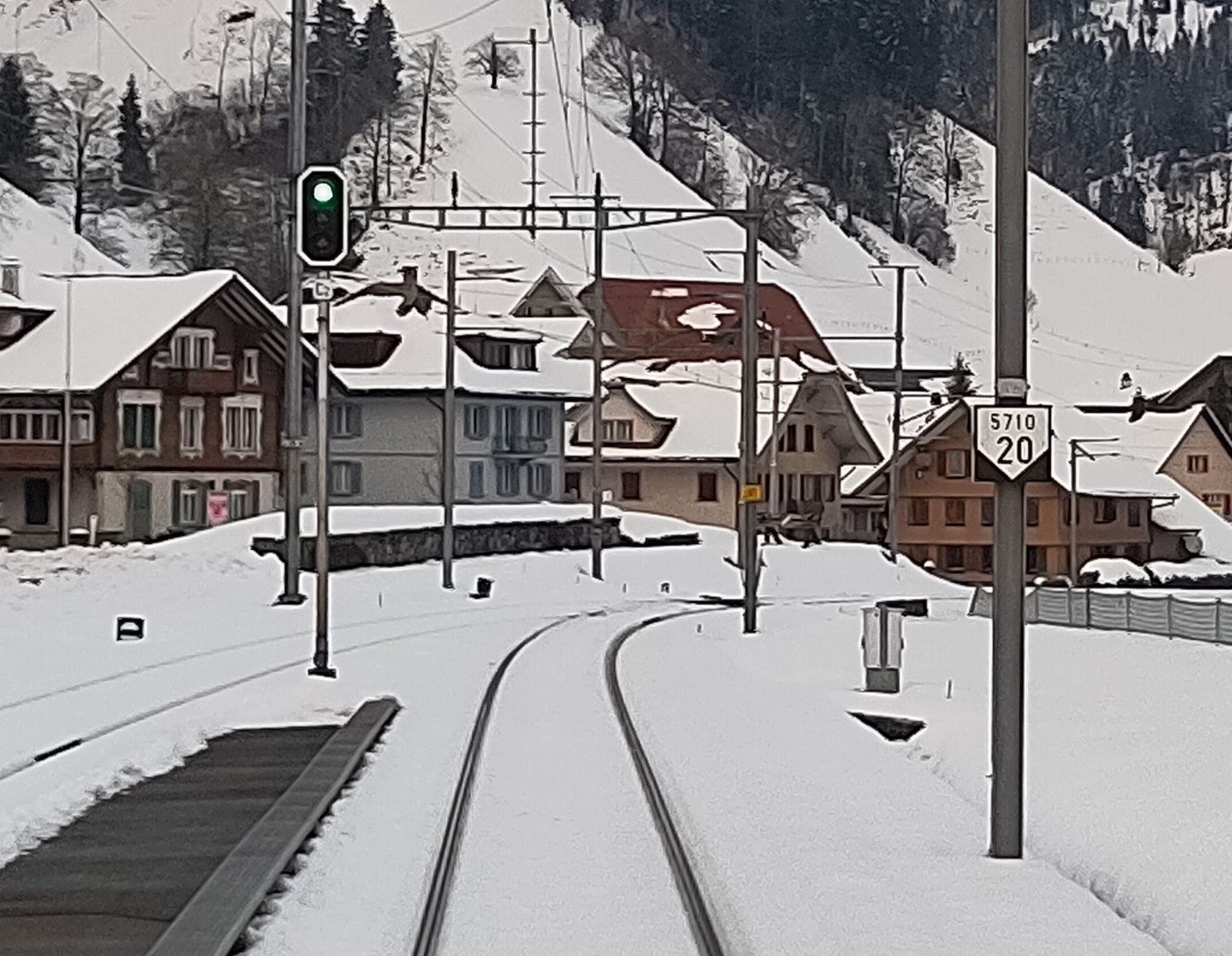
Neigungstafel in Escholzmatt aus Sicht eines Lokführers. Die folgende Strecke weist über 5'710 m ein Gefälle von 20 ‰ auf.

Aufgrund der anspruchsvollen Topologie werden in der Schweiz i. d. R. alle Strecken mit sogenannten Neigungszeigern ausgestattet, die dem Lokpersonal die Führung des Zuges bei wechselnder Streckenneigung vereinfachen sollen. Auf dem Schweizer Streckennetz ändert sich die Streckenneigung teilweise mehrmals pro Kilometer. Die Tafeln zeigen die Neigung in Promille (‰), wobei der Pfeil anzeigt ob es sich um eine Steigung oder ein Gefälle handelt. Die kleinere Zahl gibt zusätzlich die Länge der Strecke an, über die die angegebene Steigung herrscht.

## Verlorene Steigung
Als verlorene Steigung bezeichnet man das Aufgeben einer bereits erstiegenen Höhe durch Bergabführung, wenn das Ziel nur durch erneuten Anstieg zu erreichen ist. Besonders bei Gebirgsstraßen, die über Pässe hinüberführen, vermeidet man auf beiden Seiten des Passes solche verlorenen Steigungen, da sie die Länge der Straße vergrößern, dadurch unter gewöhnlichen Verhältnissen die Straßenanlage selbst verteuern und den Verkehr verlangsamen, da ihre Befahrung mehr Zeit beansprucht. Sie sind nur dann gerechtfertigt, wenn durch ihre Anwendung so viel an Baukosten erspart wird, dass die Zinsen die durch sie bedingte jährliche Mehrausgabe an Beförderungskosten und Straßenunterhaltung übersteigen. Dies kann eintreten, wenn tief eingeschnittene Quertäler oder Geländerücken zu überschreiten sind, da dann ohne Anwendung verlorener Steigungen große, kostspielige Brückenbauten bzw. Erdarbeiten erforderlich würden.

## Steilste Straßen

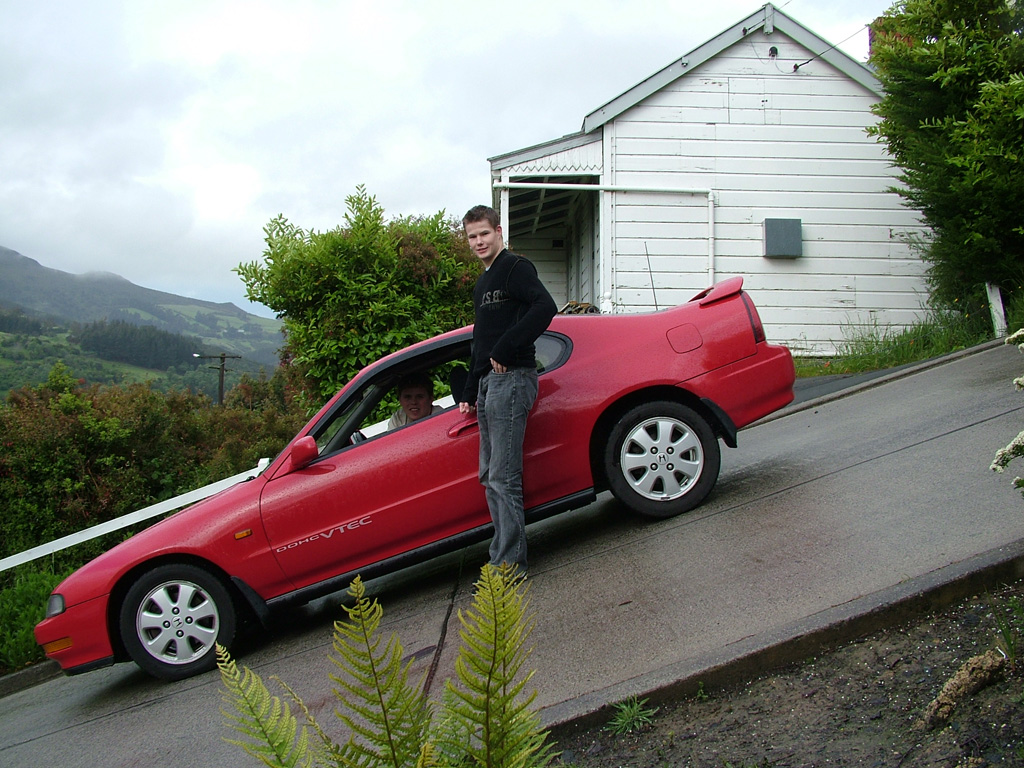
Eine der steilsten Straßen der Welt mit 35 % ist die Baldwin Street in Neuseeland

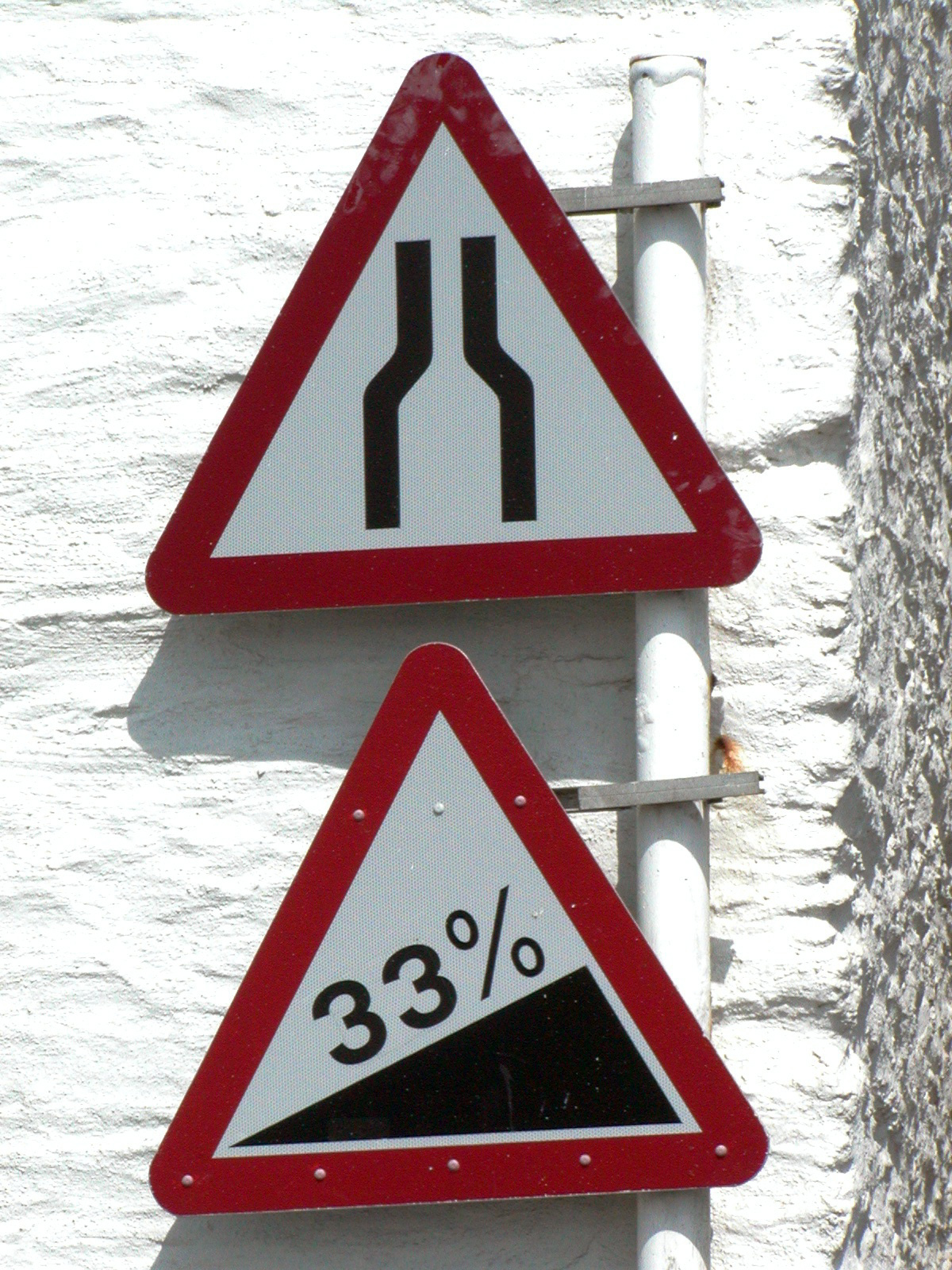
Steigungsangabe in Prozent auf einem Verkehrsschild (unteres Schild) in St Mawes, Cornwall

- Die Straße Ffordd Pen Llech in Harlech (Wales) hat einen Abschnitt mit einer maximalen Steigung von 37,45 %.
- Die Baldwin Street wird im Guinness-Buch der Rekorde als steilste Straße der Welt (ca. 35 %) geführt.
- Anfahrt zum Bontadini-Lift.
- In St Mawes, Cornwall findet man mit 33 % Steigung eine der steilsten Straßen Europas.
- Die Lombard Street in San Francisco ist schmal, steil, kurvenreich und eine Touristenattraktion